# Klaus-Werner Haupt
Klaus-Werner Haupt (* 1951 in Spremberg) ist ein deutscher Pädagoge und Schriftsteller.
Zu seinen Werken sind hervorzuheben solche zu Johann Joachim Winckelmann bzw. Theodor Fontane. Auch die Aneignung des Klassischen Weimars ist in seinem literarischen Schaffen unübersehbar. Winckelmann als Wegbereiter der Weimarer Klassik ist hierbei von essentieller Bedeutung. Zahlreiche Beiträge zu Weimarer Persönlichkeiten veröffentlicht er auf der beim Bertuch-Verlag Weimar geführten Plattform WeimarLese.

## Werke (Auswahl)
- Die zwei Federn des Johann Winckelmann. Oder: Wer sein Glück erkennt und nutzt, der ist wert!, Weimar 2012, ISBN 978-3-00-038509-4.
- Johann Winckelmann: Begründer der klassischen Archäologie und modernen Kunstwissenschaften, Weimar 2014, ISBN 978-3-86539-718-8.
- Okzident und Orient: Die Faszination des Orients im langen 19. Jahrhundert, Weimar 2015, ISBN 978-3-7374-0220-0.
- Winckelmann im Kreise der Gelehrten, Weimar 2018, ISBN 978-3-86397-096-3.
- London kommt! Pückler und Fontane in England, Weimar 2019, ISBN 978-3-86397109-0.